# Ordynariat Polowy Ugandy
Ordynariat Polowy Ugandy – ordynariat polowy  w Ugandzie. Powstał w 1964 jako wikariat wojskowy Ugandy. Promowany do rangi ordynariatu w 1986.

## Biskupi ordynariusze

### Wikariusze
- Cipriano Biyehima Kihangire (1964 – 1985)
- James Odongo (1985 –  1986)

### Ordynariusze
- James Odongo (1986–2020)